# Evanilson
Francisco Evanilson de Lima Barbosa (* 6. října 1999), známý jako Evanilson, je brazilský fotbalista, který hraje jako útočník za anglický klub Bournemouth a brazilskou reprezentaci.
Evanilson je odchovancem Fluminense a za A-tým debutoval v lednu 2018. V sezóně 2017/18 strávil nějaký čas na hostování ve slovenském klubu Šamorín. V roce 2020 přestoupil do Tombense, ale byl poslán zpět do Fluminense na hostování. Téhož roku přestoupil do Porta. Během svého působení s klubem vyhrál Primeira Ligu, dvě Taça de Portugal a jednu Taça da Liga, v sezóně 2021/22 s Portem získal double (Primeira Liga a Taça de Portugal). V roce 2024 přestoupil do Bournemouthu 
Evanilson reprezentoval Brazílii v kategorii do 23 let, v roce 2024 debutoval za seniorskou reprezentaci.

## Reprezentační kariéra
Evanilson odehrál dva zápasy za reprezentaci do 23 let, v přátelských zápasech proti Jižní Koreji a Egyptu v listopadu 2020.
V květnu 2024 byl Evanilson poprvé povolán do seniorské reprezentace a byl zařazen do nominace na Copa América 2024. Debutoval dne 8. června 2024 v přátelském utkání proti Mexiku.